# Tricentrus minomorii
Tricentrus minomorii är en insektsart som beskrevs av Ananthasubramanian 1980. Tricentrus minomorii ingår i släktet Tricentrus och familjen hornstritar. Inga underarter finns listade i Catalogue of Life.